# Ławra Troicko-Siergijewska
Ławra Troicko-Siergijewska (ros. Троице-Сергиева лавра) – założony w 1345 męski klasztor prawosławny (ławra) w mieście Siergijew Posad, jeden z najważniejszych monasterów Rosyjskiej Cerkwi Prawosławnej.
Pierwszy człon nazwy monasteru odnosi się do Świętej Trójcy, której św. Sergiusz poświęcił pierwszą cerkiew; drugi związany jest z osobą założyciela.

## Rys historyczny
Monaster został założony w 1345 przez Sergiusza z Radoneża, który zbudował na Wzgórzu Makowieckim pierwszą drewnianą cerkiew i zgromadził wokół siebie pierwszą wspólnotę monastyczną. Do końca XIV wieku mnisi rozbudowali zabudowania klasztorne, a w 1355 Sergiusz sporządził opis modelowego klasztoru prawosławnego i zainicjował akcję zakładania nowych monasterów na całym terytorium Rusi. Mnisi z monasteru przyczynili się następnie do powstania ponad 400 takich obiektów (w tym m.in. Monastyru Sołowieckiego). Pierwsze zabudowania klasztoru Trójcy Świętej zostały jednak zniszczone przez Tatarów w 1408.
W 1422 mnisi prawosławni z Serbii, którzy schronili się na Rusi po bitwie na Kosowym Polu, wybudowali pierwszy murowany sobór Świętej Trójcy (Troicki) w obrębie monasteru. Obiekt został bogato udekorowany freskami, zaś przy wykonywaniu tej dekoracji malarskiej oraz przeznaczonych dla świątyni ikon pracowali słynni artyści, m.in. Andriej Rublow, którego wizerunek Świętej Trójcy stanowił centralną część ikonostasu cerkwi. Sobór był również miejscem chrztów wielu rosyjskich arystokratów i nabożeństw, jakie były następnie odprawiane w ich intencji.
W 1476, z polecenia Iwana III, w kompleksie zabudowań monasteru architekci z Pskowa wybudowali cerkiew Świętego Ducha. Dalsza rozbudowa obiektu miała miejsce za rządów Wasyla III i Iwana IV Groźnego, kiedy wzniesiony został sobór Zaśnięcia Matki Bożej, mający być powiększoną i upiększoną kopią świątyni pod tym samym wezwaniem znajdującej się w obrębie moskiewskiego Kremla. Jeszcze w II poł. XVII wieku trwały prace dekoratorskie w tej świątyni, wykonywane przez grupę artystów z Jarosławia. W tym czasie powstał słynny ikonostas oraz stanowiąca jego część ikona Szymona Uszakowa Ostatnia wieczerza. Monaster należał do najbogatszych w Rosji, był również jednym z najsłynniejszych centrów kronikarstwa i ikonopisania. Pod koniec XVI wieku obiekt został otoczony dodatkowym murem obronnym z dwunastoma basztami, który zastąpił dotychczasową palisadę. Dzięki temu wytrzymał szesnastomiesięczne oblężenie prowadzone przez wojska polsko-litewskie rozpoczęte we wrześniu 1608. Śladem po nim są zachowane pociski w murach monasteru.
Kompleks klasztorny został poważnie rozbudowany w XVIII wieku, kiedy młody Piotr Wielki dwukrotnie ukrywał się przed przeciwnikami politycznymi w murach klasztoru, oczekując na nadejście wiernych sobie jednostek wojskowych. Wzniesiono wówczas carski pałac „Czertogi”, pięciokopułową cerkiew św. Jana Chrzciciela ponad bramą monasteru, rozbudowano budynki mieszkalne dla mnichów, zaś nad wykopanym w 1644 świętym źródłem na klasztornym dziedzińcu zbudowano ozdobną studnię. Protektorką monasteru była również caryca Elżbieta, która corocznie pielgrzymowała pieszo do monasteru, któremu w 1744 nadała godność ławry. Wówczas to na jego czele stanął metropolita moskiewski, a klasztor otrzymał statut stauropigii. Oznaczało to, iż mimo posiadania zwierzchnika spośród braci – archimandryty, uzależniony był odtąd bezpośrednio od lokalnego biskupa. Caryca Elżbieta sfinansowała również budowę kolejnej cerkwi refektarzowej, połączonej ze szpitalem monasteru oraz klasztornej barokowej dzwonnicy wzniesionej przez architektów Iwana Miczurina i Dmitrija Uchtomskiego. Przez cały XIX wiek monaster nadal należał do najbogatszych ośrodków życia religijnego w Rosji, posiadał również imponujące zbiory manuskryptów, ksiąg i zabytków sztuki sakralnej.
Po rewolucji październikowej, w 1920, ławra została zamknięta, a jej budynki oddane na cele administracyjne lub zamienione w muzea sztuki. Nie przeszkodziło to rządowi, już po dojściu do władzy Józefa Stalina, sprzedać lub zniszczyć wielu elementów cennego wyposażenia klasztornych cerkwi, w tym wszystkich dzwonów. Dopiero w 1945 Stalin zdecydował o częściowym oddaniu zabudowań ławry w ręce Cerkwi Prawosławnej, a w roku następnym zgodził się na ponowne odprawiania nabożeństw w soborze Zaśnięcia Matki Bożej. Do 1983 archimandryci ławry byli równocześnie patriarchami moskiewskimi, zaś w zabudowaniach trwały prace remontowe. W 1993 odnowiona ławra została wpisana na Listę Światowego Dziedzictwa UNESCO.
Sobór Zaśnięcia Matki Bożej jest miejscem pochówku cara rosyjskiego Borysa Godunowa oraz metropolity moskiewskiego Innocentego i patriarchy moskiewskiego Aleksego I.

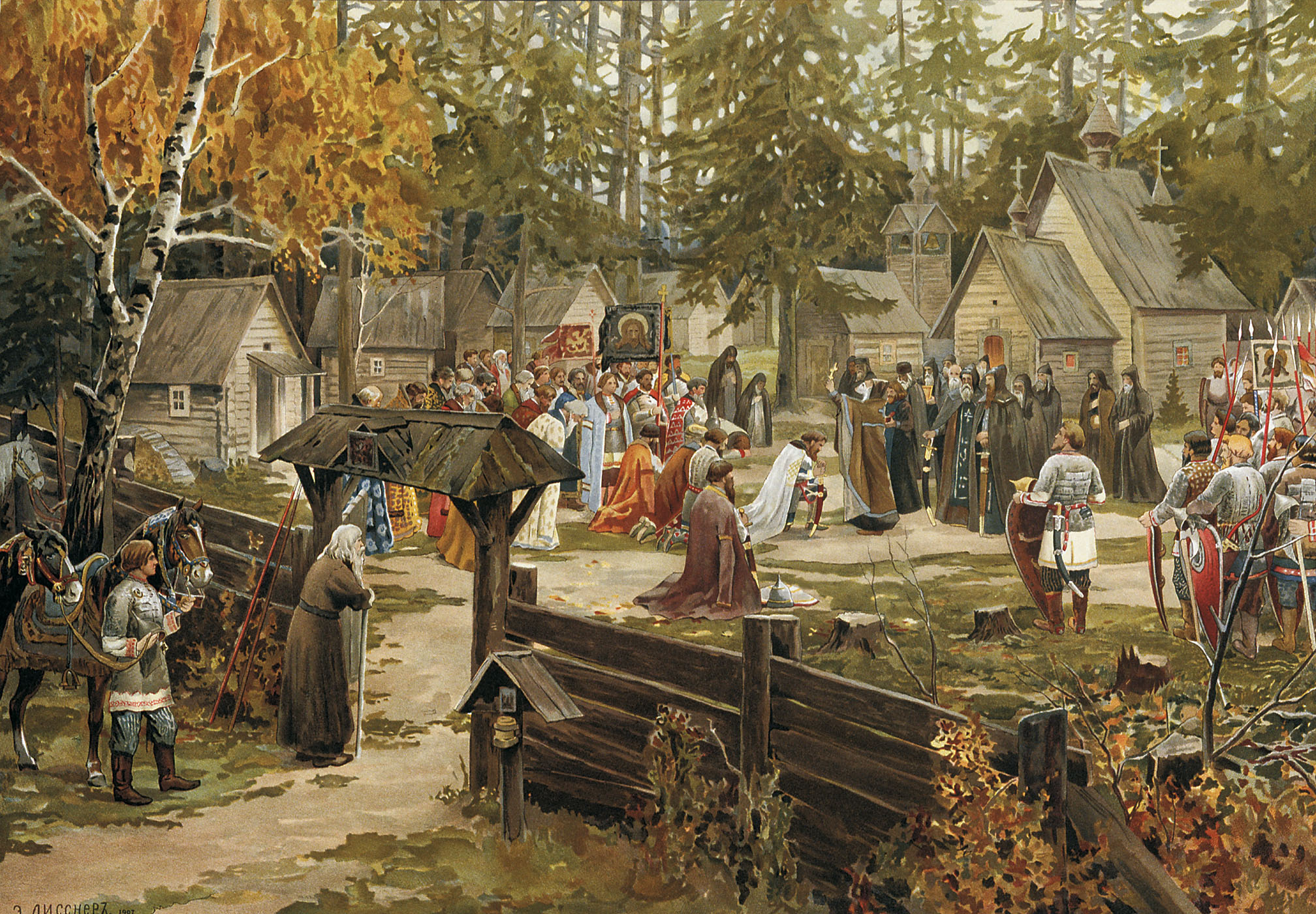
Siergiej Radoneżski błogosławi Dymitra Dońskiego przed bitwą na Kulikowym Polu
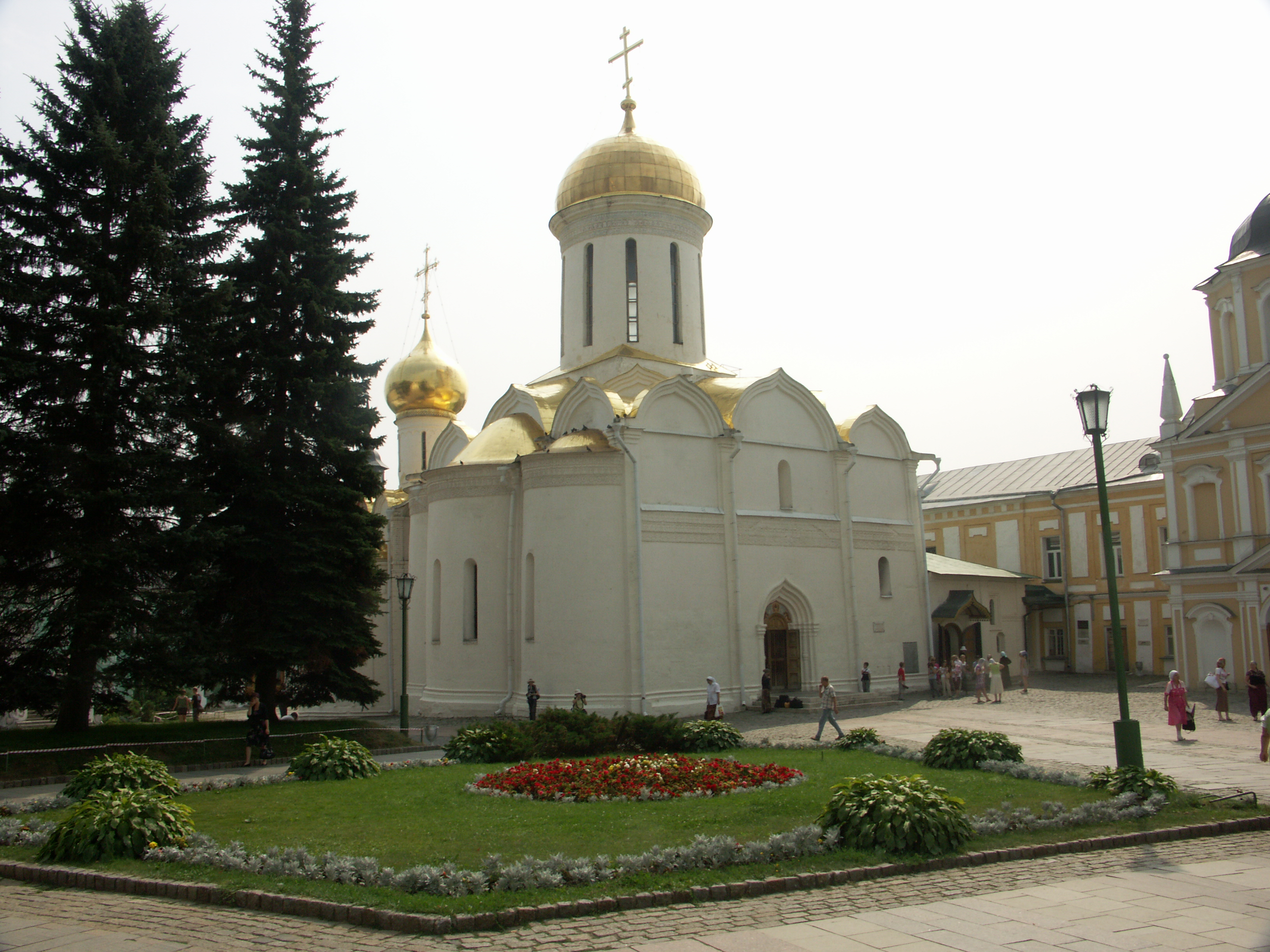
Sobór Trójcy Świętej
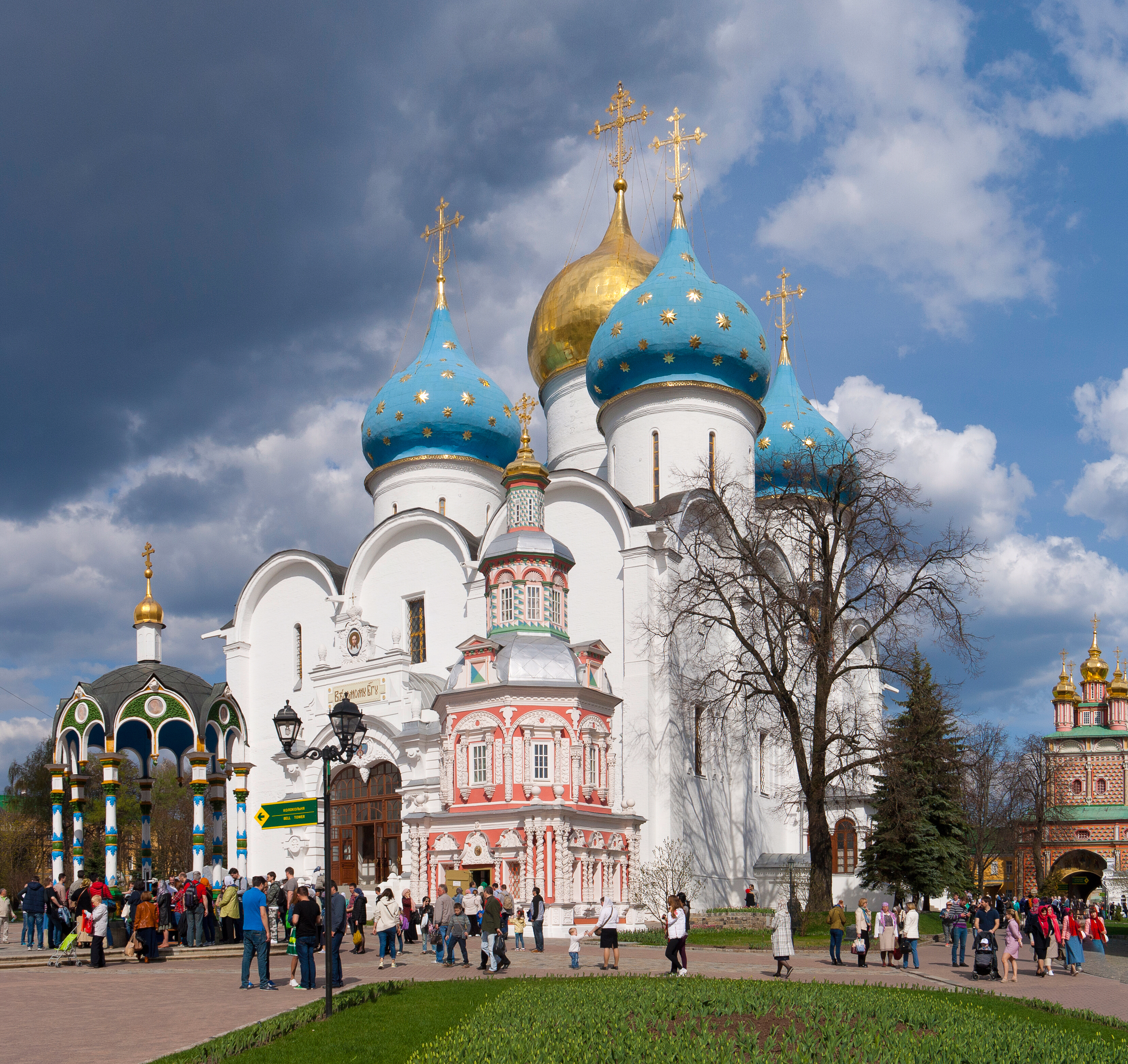
Sobór Zaśnięcia Matki Bożej
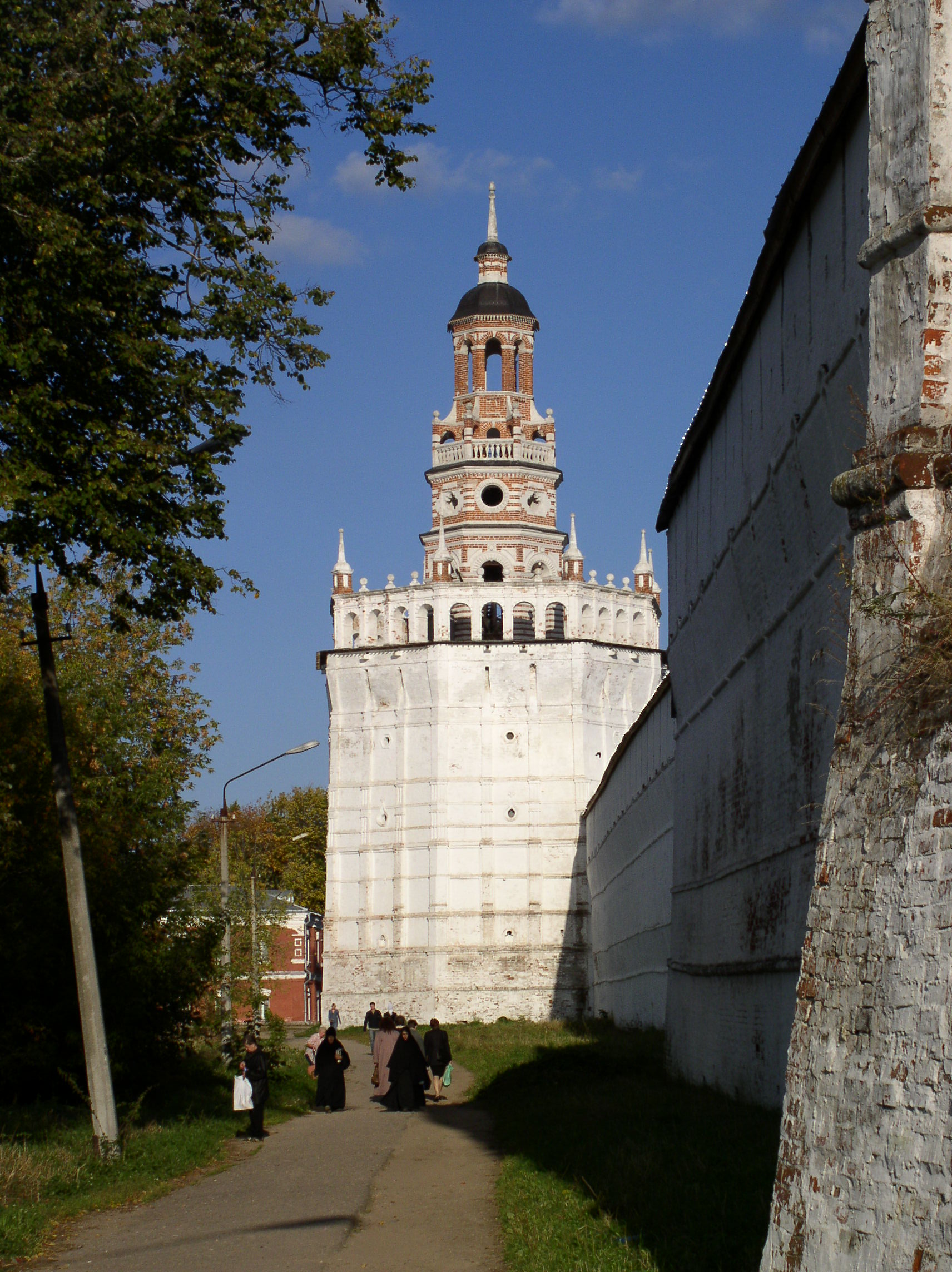
Baszta Kacza
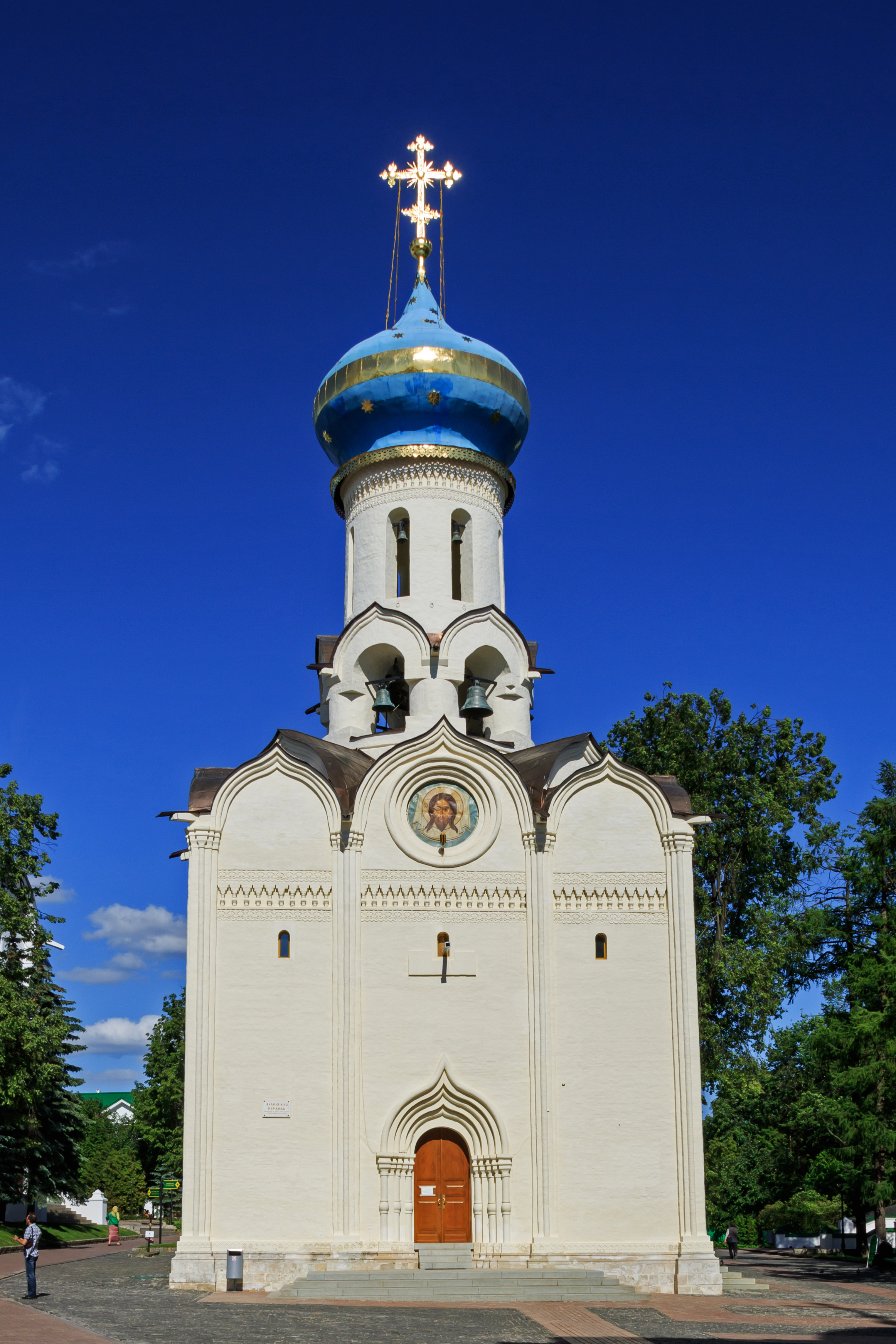
Cerkiew Świętego Ducha (Duchowska)
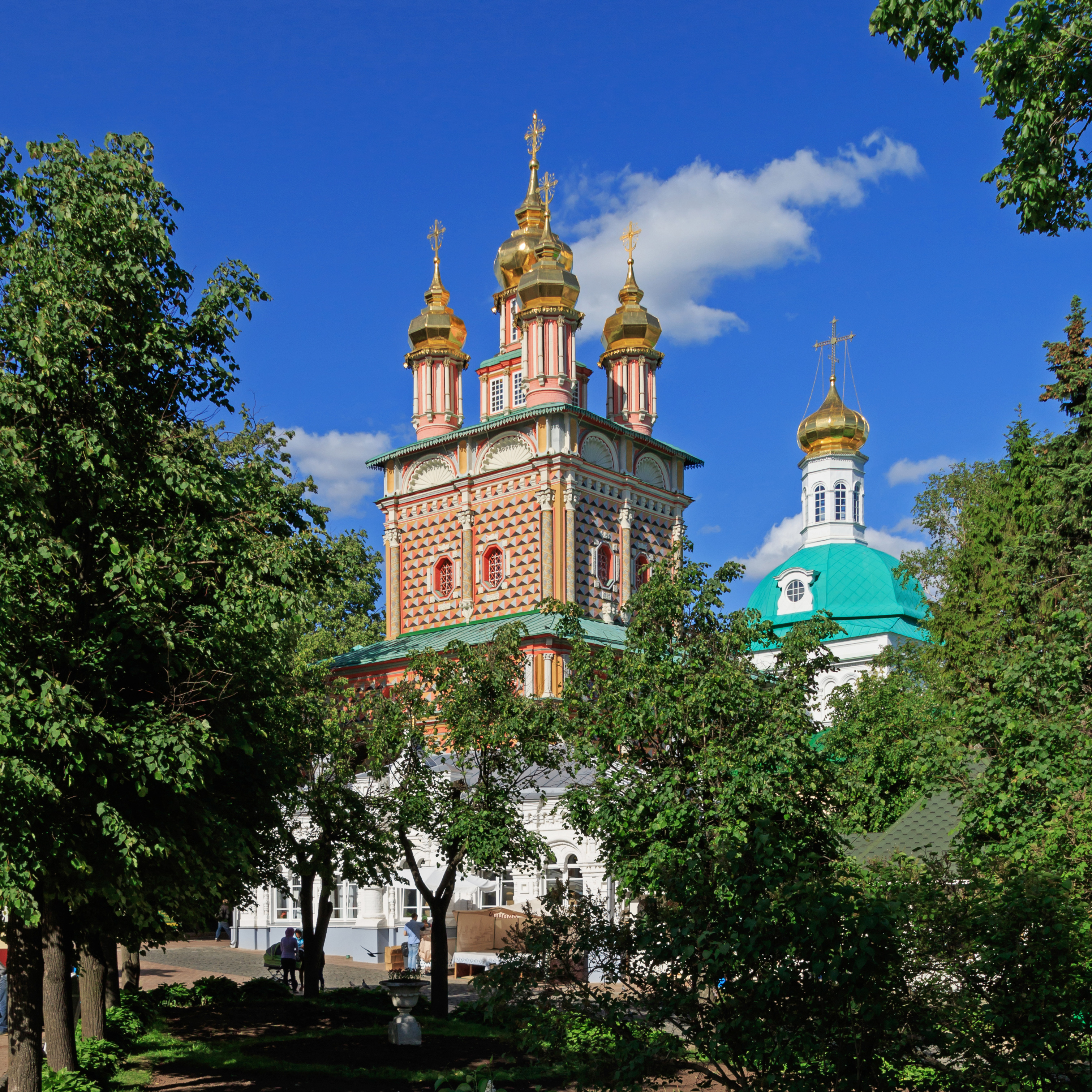
Cerkiew św. Jana Chrzciciela
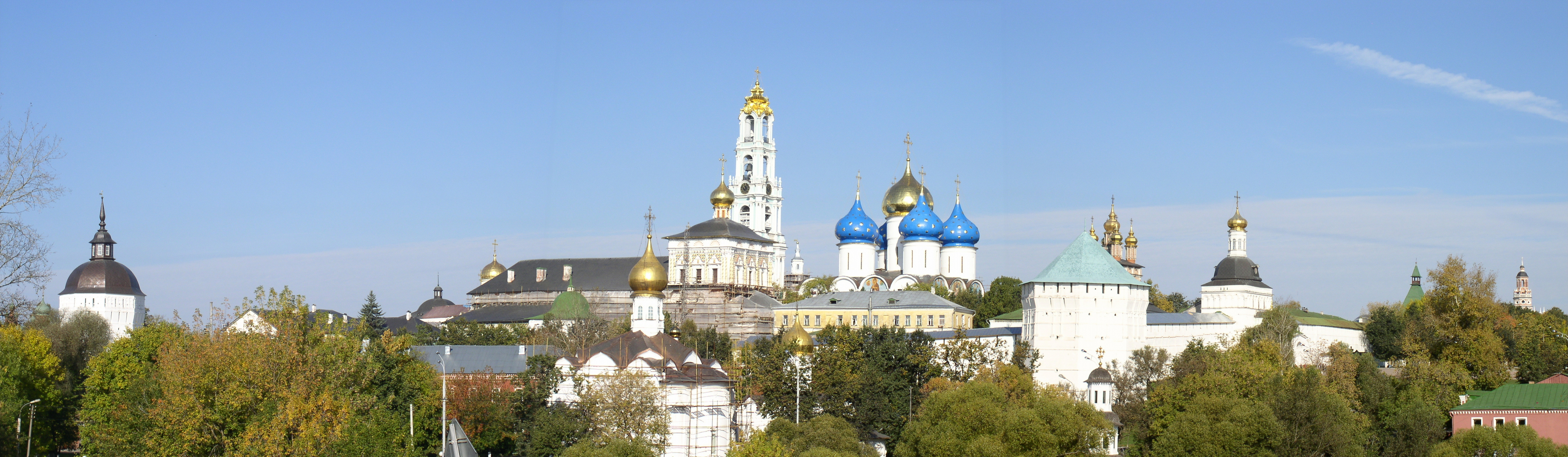
Panorama kompleksu klasztornego
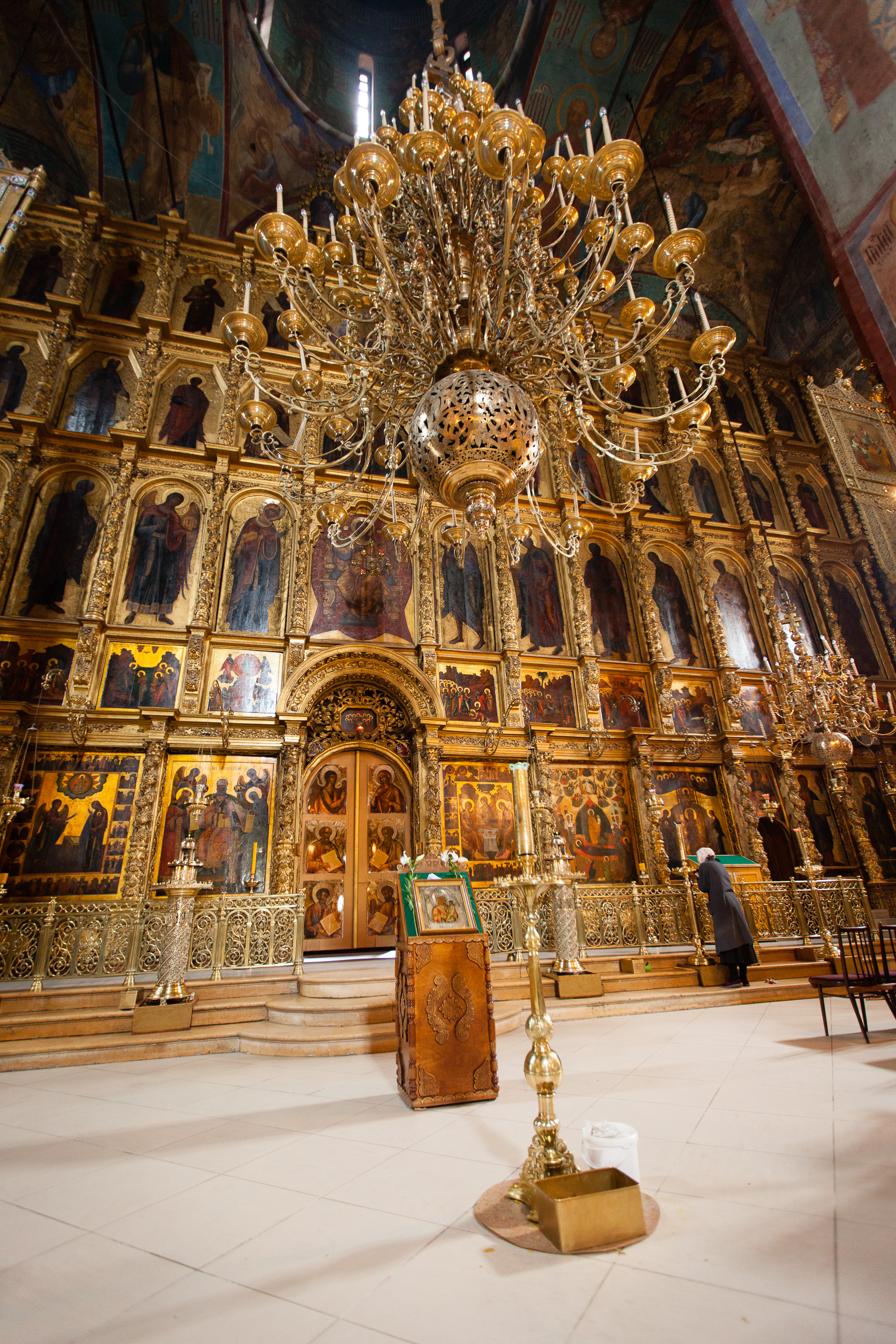
Ikonostas